# Lake Gunn
Lake Gunn ist ein See in der Region Southland auf der Südinsel Neuseelands im  Fiordland National Park.
Der kleine See liegt unmittelbar am von Te Anau zum Milford Sound/Piopiotahi führenden State Highway 94 im Eglinton Valley. Der See wird vom Westzweig des Eglinton River durchflossen und ist von heimischer Vegetation umgeben. In der Nähe liegen die kleineren Seen Lake Fergus und Lake McKellar. Die Wasserscheide zwischen dem Eglinton River und Hollyford River/Whakatipu Kā Tuka befindet sich 4 km nördlich des Sees.
Der See wurde nach George Gunn benannt, einem Farmer, der den See 1861 entdeckte.